# L'Enfer de la drogue
Série
L'Enfer de la drogue 2
(1984)
Pour plus de détails, voir Fiche technique et Distribution.
L'Enfer de la drogue (El pico) est un film espagnol réalisé par Eloy de la Iglesia, sorti en 1983. Le film s'intègre dans le genre du cinéma quinqui.

## Synopsis
Paco, fils d'un commandant de la garde civile, et Urko, fils d'un politicien socialiste, sont accrocs à l'héroïne et en trafiquent.

## Fiche technique
- Titre : L'Enfer de la drogue[2]
- Titre original : El pico
- Titre anglais : Overdose
- Réalisation : Eloy de la Iglesia
- Scénario : Gonzalo Goicoechea et Eloy de la Iglesia
- Musique : Luis Iriondo
- Photographie : Hans Burmann
- Montage : José Salcedo
- Production : J. A. Pérez Giner (producteur délégué)
- Société de production : Ópalo Films
- Pays :  Espagne
- Genre : Drame
- Durée : 110 minutes
- Dates de sortie : 
  -  Espagne : 4 octobre 1983

## Distribution
- José Luis Manzano : Paco
- José Manuel Cervino : Evaristo Torrecuadrada
- Luis Iriondo : Martín Aramendía
- Enrique San Francisco : Mikel Orbea
- Andrea Albani : Betty
- Queta Ariel : Eulalia
- Marta Molins : Pilar
- Pedro Nieva Parola : le lieutenant Alcántara
- Alfred Lucchetti : le colonel
- Guillermo Reinlein : Juanra Ramírez
- Marta Pérez Ferrándiz : l'ami de Betty